# 約翰·蘭金

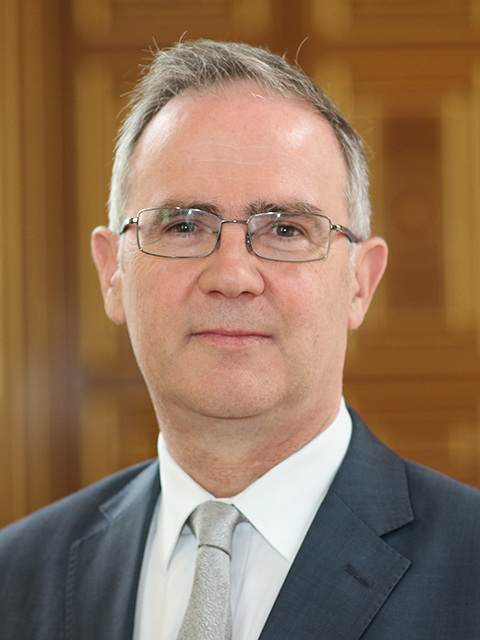
約翰·詹士·蘭金

約翰·詹士·蘭金（英語：John James Rankin，1957年3月12日—）CMG ，是英國外交官。2016年至2020年任百慕達總督，2021調任英屬處女群島總督至2024年。此前曾任駐美國波士頓總領事、駐斯里蘭卡高級專員等職位。